# Christian Tomuschat
Christian Tomuschat (n. 23 de juliol de 1936, a Szczecin, actualment Polònia), és un jurista alemany, especialitzat en dret internacional i que ha desenvolupat carrera al servei de l'ONU. Sobretot, se li reconeix per la seva labor com a delegat de Nacions Unides en la Comisión para el Esclarecimiento Histórico, a Guatemala. És professor emèrit de Dret Internacional Públic i de Dret de la Unió Europea a la Universitat Humboldt de Berlín i és ex-membre del Comitè de Drets Humans de Nacions Unides i de la Comissió de Dret Internacional de l'ONU.

## Biografia
Després de rebre un títol intermedi a Stuttgart en la dècada dels 50, es va especialitzar en lleis a la Universitat de Heidelberg i va viatjar a França per estudiar a la Universitat de Montpeller, on es va doctorar el 1970. De 1972 a 1995, va ocupar la càtedra de Dret Públic en la Universitat de Bonn. El 1994 va encapçalar la Comisión para el Esclarecimiento Histórico (CEH) a Guatemala, missió de l'ONU per investigar les sistemàtiques violacions als Drets Humans que es van suscitar durant la guerra civil a Guatemala i les dictadures militars, de 1960 a 1996. La creació de la CEH va ser ordenada segons els pactes en els Acords d'Oslo de 1994 entre el Govern de Guatemala i la insurrecció armada per acabar l'extensa guerra civil del país, que va provocar una xifra aproximada de 200.000 persones mortes. Dins del mandat de la Comissió, anomenada també de la "veritat i la reconciliació" per la seva orientació funcional, estava investigar les nombroses transgressions als Drets Humans que va patir la població guatemalenca, i així mateix, informar als guatemalencs què havia passat amb exactitud durant les tres dècades de conflicte intern. El report final de la Comissió es va publicar a principis de 1999, un any després que el bisbe catòlic Juan Gerardi presentés un informe anàleg, amb resultats similars, responsabilitzant a l'exèrcit del país de més del 90% dels crims perpetrats (Vegeu, genocidi a Guatemala).
Tomuschat ha rebut un doctorat honorari per la Universitat de Zúric i ha estat membre de l'acadèmia berlinesa de ciències. Ensenya Dret Europeu des de 1995 en la Universitat Humboldt de Berlín, i se li han atorgat reconeixements per part del govern alemany per la seva labor acadèmica i en defensa dels Drets Humans. En 2008 fou un dels agents representants de la República Federal d'Alemanya contra Itàlia en un judici davant el Tribunal Internacional de Justícia, sobre la presumpta violació al principi de sobirania de la jurisdicció d'Alemanya, pel que fa al cas "Ferrini" (després de dictaminar un tribunal d'alçada italià l'embargament d'un ben immoble de l'Estat alemany a Itàlia a favor de víctimes del nazisme). El juny de 2010, Christian Tomuschat va ser nomenat cap de l'ACNUR, amb la missió de preparar l'aplicació de l'informe Goldstone sobre la situació dels Drets Humans en la Franja de Gaza.

## Obres
- Grundgesetz und Völkerrecht, a: Caroline Y. Robertson-von Trotha (ed.): 60 Jahre Grundgesetz. Interdisziplinäre Perspektiven (= Kulturwissenschaft interdisziplinär/Interdisciplinary Studies on Culture and Society, Vol. 4), Baden-Baden 2009